# Steven Pressley
Steven Pressley (ur. 11 października 1973 w Elgin) – szkocki trener piłkarski i piłkarz występujący na pozycji środkowego obrońcy.
Reprezentant Szkocji, dla której rozegrał 32 mecze, obecnie trener angielskiego klubu Coventry City, występującego w Sky Bet League One (Trzeci poziom rozgrywek w Anglii). Wcześniej występował w takich zespołach jak: Rangers, Coventry City, Dundee United, Heart of Midlothian oraz Celtic Glasgow. Z Heart of Midlothian odszedł na skutek konfliktu między nim a tamtejszym właścicielem, Władimirem Romanowem. Od 2008 do 2009 roku Pressley był drugim trenerem reprezentacji Szkocji.